# Невское (Новгородская область)
Невское — деревня в Солецком муниципальном районе Новгородской области. Относится к Выбитскому сельскому поселению.

## История
Ранее село называлось Свино́рд, иногда Свинород или Свинорт; происхождение этого названия от «свиной рот», предполагаемое Фасмером, считается фантастичным, название может иметь варяжские корни. В 1200 г., согласно летописи, поселение подчинили себе литовцы, но были изгнаны новгородцами (однако Б. А. Рыбаков полагал, что тот Свинорт размещался в низовьях реки Полы). В 1718 году известь, изготовленная свинорецкими обжигальщиками, поступила на строительство Александро-Невской лавры и была оценена монастырскими строителями лучше сясьской.  Указом ПВС РСФСР от 03.12.1953 г. деревня Свинорд переименована в Невское. В 2021 году в деревне появилась базовая станция сотовой связи.

## Экономика
Уже в XVII веке возле села добывались известняки девонской системы.

## Храмы
- Церковь Покрова Пресвятой Богородицы — кладбищенская, деревянная, была перевезена в 1791 году в с. Муссы, на 2019 г. в аварийном состоянии[11].
- Церковь Успения Пресвятой Богородицы — каменная, построена в 1848 году, после Великой Отечественной войны в состоянии руин.

## Население
| 2010 |
| ---- |
| 250  |